# ラ・ロッシュ＝モーリス
ラ・ロッシュ＝モーリス （La Roche-Maurice、ブルトン語:Ar Roc'h-Morvan）は、フランス、ブルターニュ地域圏、フィニステール県のコミューン。

## 地理

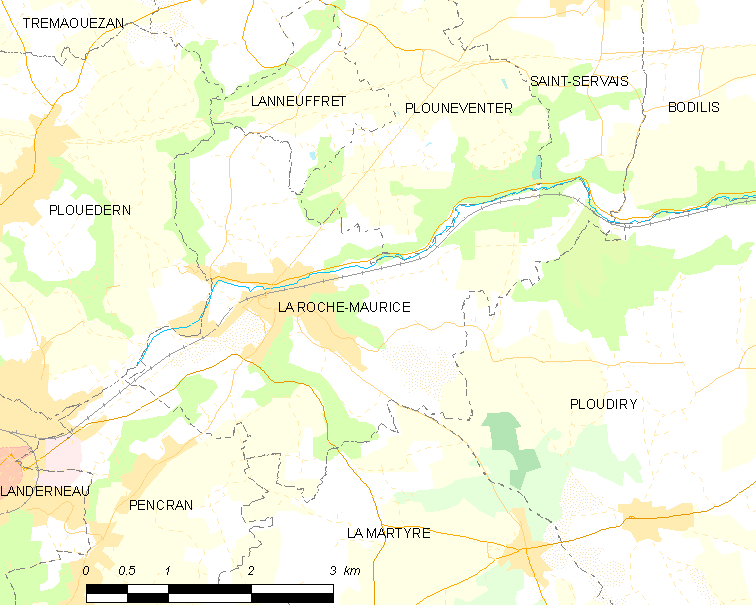
地図

ラ・ロッシュ＝モーリスはレオン地方に属する。町はエロルン川谷にまたがっており、ランディヴィジオの下流7km、ランデルノーの上流にあり、ランデルノーは町の西側にあり距離は約4kmと非常に近い。町は標高42mの地点にあるが、エロルン川谷にあるランデルノー近辺の下流域ではわずか標高5mである。コミューン域は非常に丘が多く、かつてオッピドゥムであったモットの位置（現在ラ・ロッシュ＝モーリス城がたつ場所として機能している）が町の特徴となっている。また、コミューン内にはエロルン川に注ぐ5つの支流が流れている。
コミューンの地形として森とヒースがある。森は主に谷の斜面、ケルネヴェズ、ケラウル、ル・ポントワ、ル・ケルリ、ポン＝クリストといったシャトー周辺にあり、植林されて10年から12年の雑木林で構成される。ル・ポントワの森は約10ヘクタールである。

## 歴史

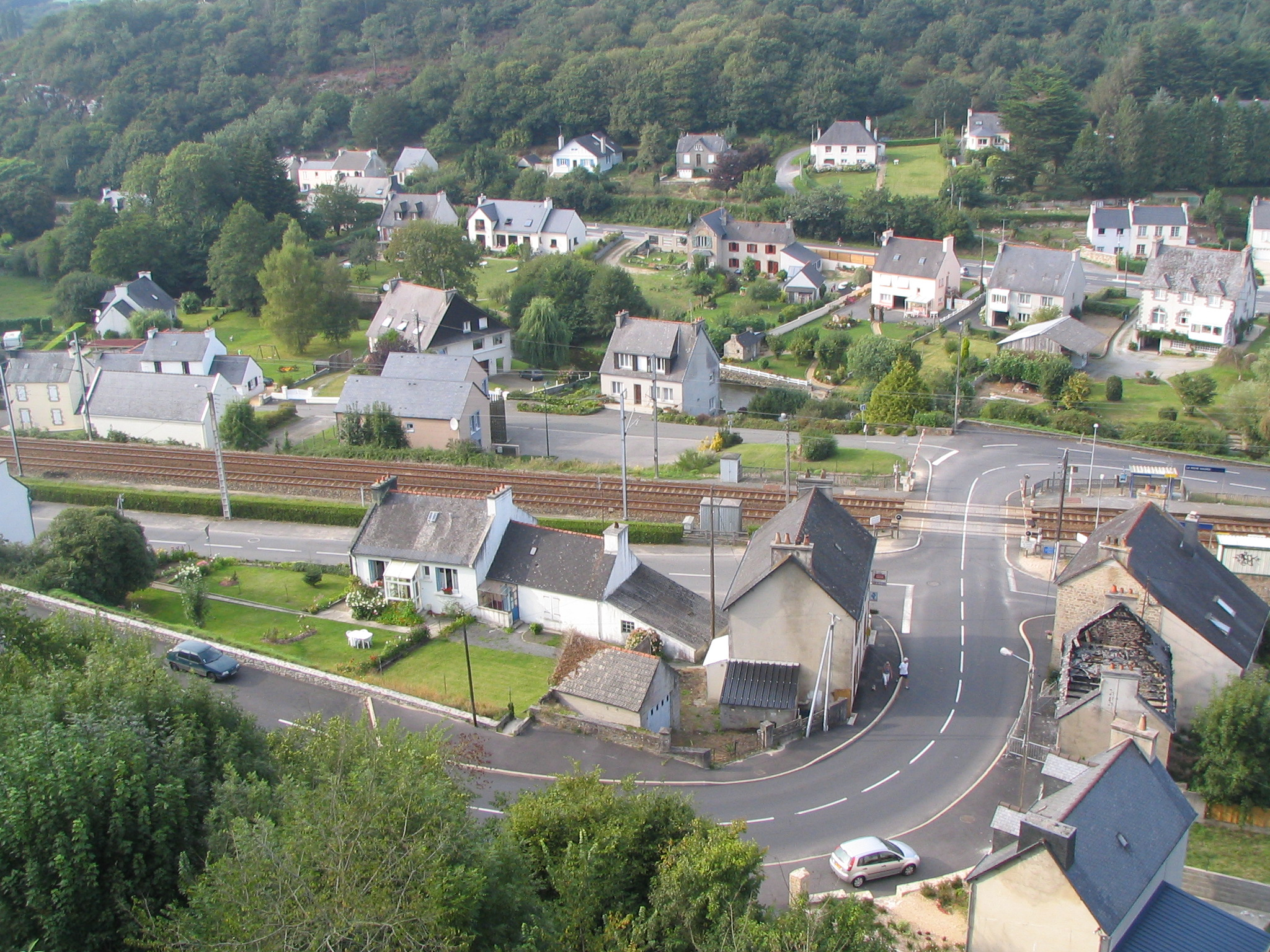
ラ・ロッシュ＝モーリスの町並み

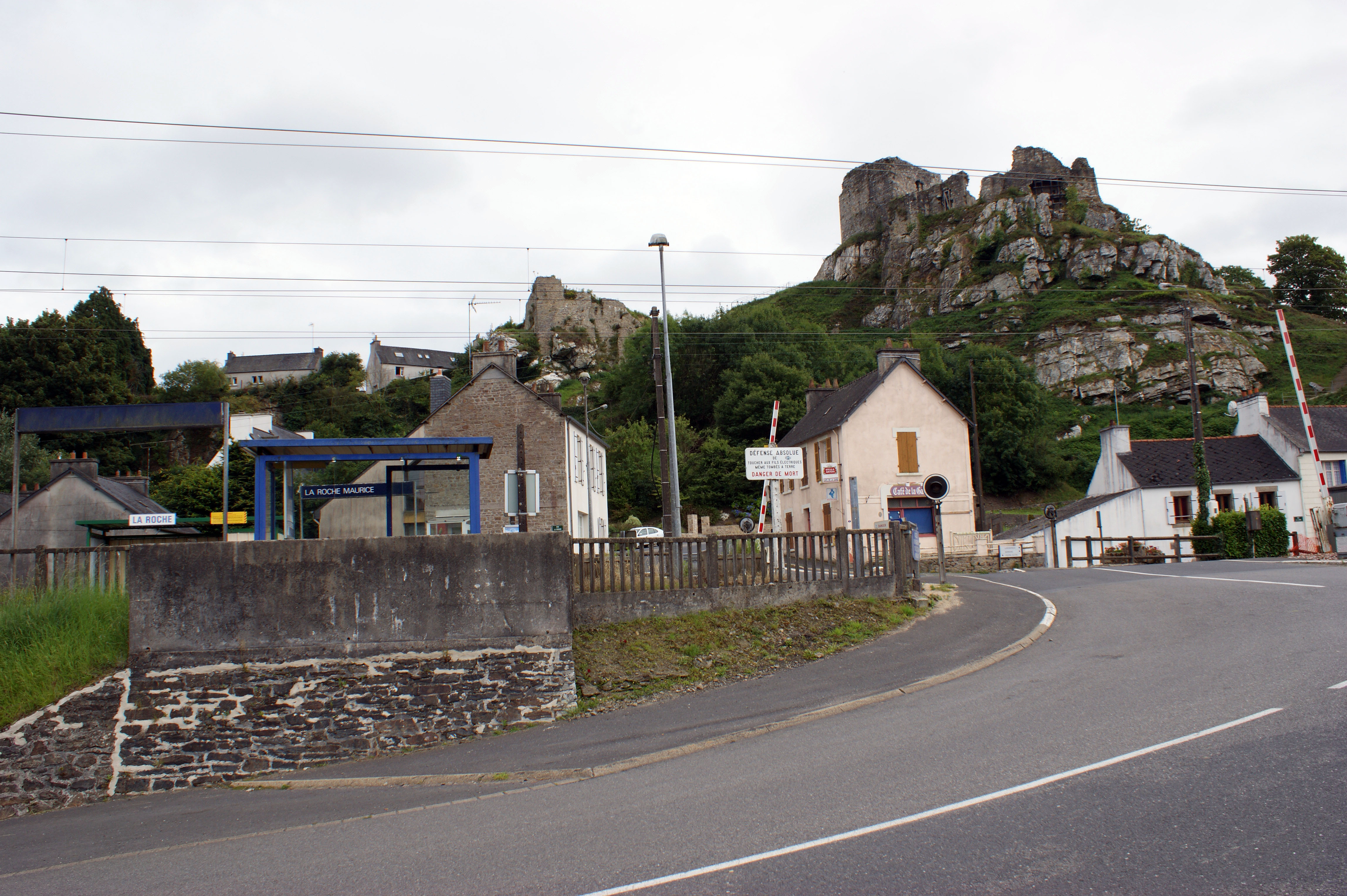
駅

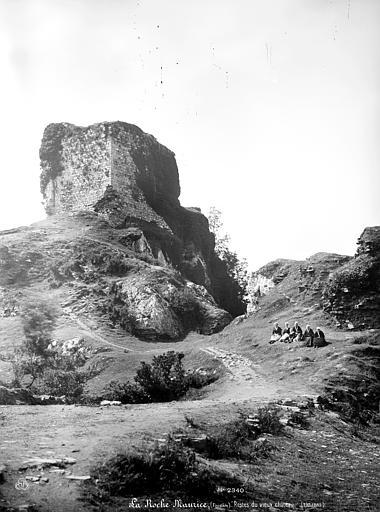
1885年に撮影された城

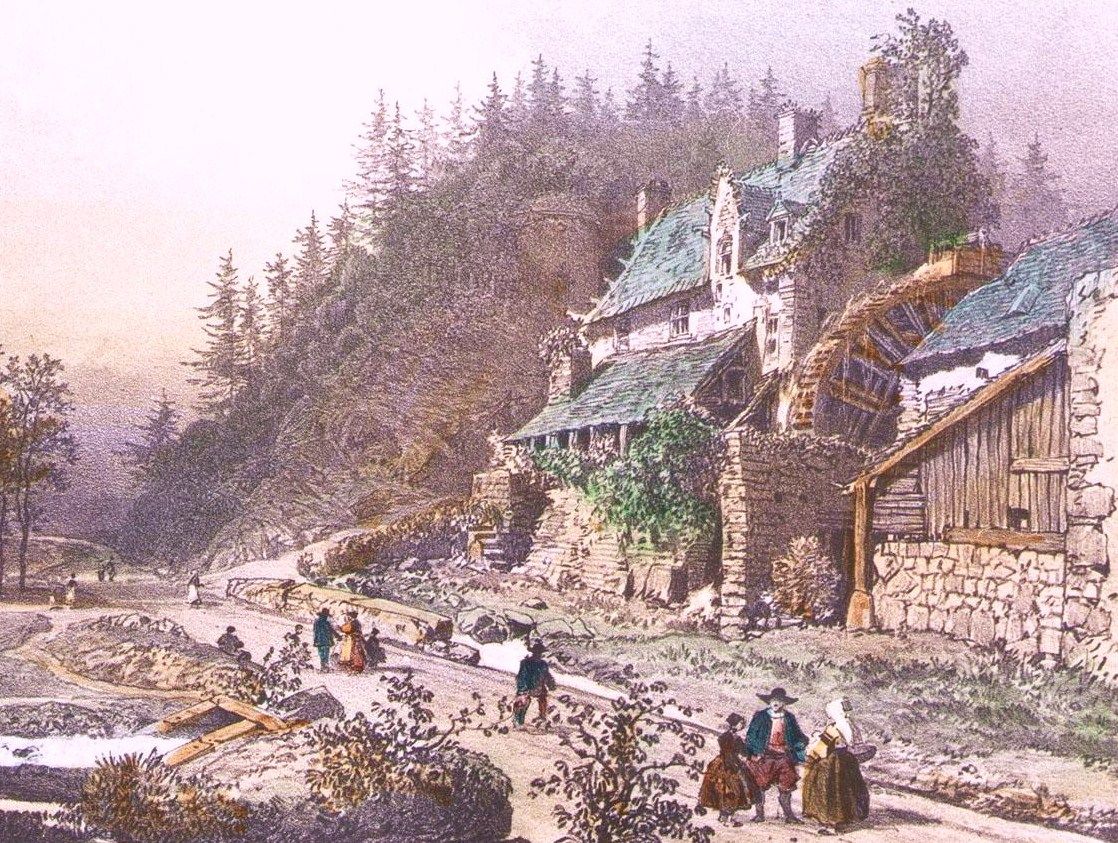
ブレザルの製粉所、1868年

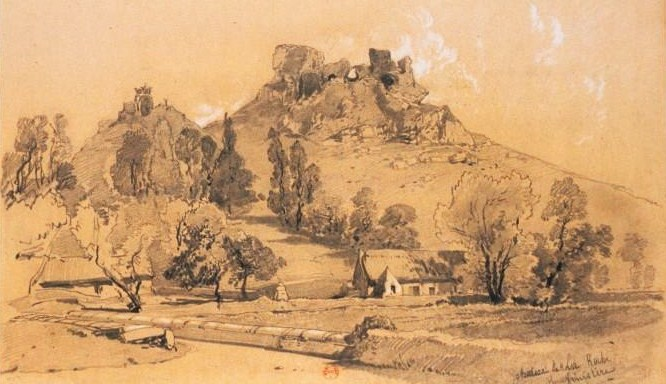
1840年代に描かれたラ・ロッシュ＝モーリスを描いたデッサン

ル・フーからトレフレズへと向かうローマ街道の小道が、ランデルノーからケリリアンへと通る区間で、ラ・ロッシュ＝モーリスを通過していた。ローマ時代の遺跡、ガロ＝ローマ時代のヴィッラが1970年にポン＝クリスト近郊で発掘された.。
エロルン川上の浅瀬の存在があり（ランデヴェネック修道院の特許状台帳においてRodoed Carnと記されているのと同じものであろう）、これはラ・ロッシュ＝モーリスの発展を促進させてきた、モルレーからランデルノーへとつながるローマ街道が通る、オッピドゥムのふもとにあった。

### 由来
ラ・ロッシュ＝モーリスのブルトン語名はRoc'h Morvanである。このMorvanとはル・フー伯の名であり、彼は岩の露頭またはroc'hに城を築いた人物である。La Roche-Mauriceという名称は1341年まで現れない。Roc'h Morvanという名称の後に現れたのは、1263年のRupe Morvan、1281年のRocha Morvani、1363年のRocha Morvam、1359年のLa Roche Moriceといった綴りであった。
ラ・ロッシュ＝モーリスが誕生したのは、古いアルモリカのプルディリ教区が解体されてからで、教区はレオン司教区に属していた。アンシャン・レジーム時代、ラ・ロッシュ＝モーリスはプルディリ教区の小教区であり、1801年のコンコルダートによって教区に昇格した。
コミューンとしてのラ・ロッシュ＝モーリスは古い小教区として形成され、その名には古いポン＝クリスト小教区も含まれていた。ポン＝クリストには1533年にブレザルの領主が献堂した礼拝堂があり、そこはプルネヴェンテル教区の一部が含まれていた。
1979年6月11日のデクレにより、コミューンの名称はラ・ロッシュ（La Roche）からラ・ロッシュ＝モーリスに変更された。

### ラ・ロッシュ＝モーリスの城
言い伝えによれば城は古くからあり、エロルン（川と同じ名である）という領主が5世紀には所有し、当時は城はHainebonという名で知られていた。このことはフロワサールの年代記に記されている。
ラ・ロッシュ＝モーリス城の歴史はレオン伯と密接につながっている。1180年にレオン伯領が解体されると、レオン伯家の最も若い分家（レオン子爵ギヨマール4世の末息子で、レオン領主エルヴェ1世が初代となる）がダウラ、ランデルノー、ペンゼ川までのランディヴィジオを獲得し、8世代にわたってラ・ロッシュ＝モーリスの封土周辺を管理した。
エロルン川谷を見下ろす岩のある丘の上に位置した要塞は、その封土の全方向からみて中央部分であり、さらには30の教区と小教区を抱えた豊かなランデルノーの重要な代官区を含んでいた。ラ・ロッシュ＝モーリス領主は、領主裁判権の上級・中級・下級のそれぞれの裁判所を持ち、エロルン川右岸にある城の反対側には絞首台もあった（Le Justiçouという小さな川の名はこの裁判所からきている）。15世紀まではラ・ロッシュ＝モーリスにはプルディリおよびシザンの司法管区が置かれていた。
1177年、Roc'h-Morvanの城（元々はレオン領と対峙し、コルヌアイユ領主モルヴァンの領地に属していた）がイングランド軍によって陥落させられた。そこは、1181年から1186年までブルターニュ公であったジェフリー・オブ・プランタジネットが駐屯地とし、ギヨマール4世の息子に対しレオン領の一部が戻された。1179年にレオン子爵領の後継者ギヨマール5世が建設した塔の幅はおよそ13mあり、1210年代まで残っていた。1240年、ブルターニュ公ジャン1世の進軍を阻止しようとエルヴェ3世は一部を破壊させたが、無駄に終わった。しかしエルヴェ8世が死ぬ1363年まで、城は一族が所有し続けた。エルヴェ8世は直系子孫を残さず死んだため、レオン領の相続権はエルヴェ8世の姉ジャンヌを妻としていたロアン子爵ジャン・ド・ロアンが得た。それから現在に至るまで、レオン領主の称号はロアン家が保有している。およそ150年間、ロアン子爵の継承予定者であるロアン家の長男はレオン領主の称号を与えられ1517年までラ・ロッシュ＝モーリス城で暮らしていた。
ブルターニュ継承戦争さなかの1342年、パンティエーヴル派のシャルル・ド・ブロワは、ジャン・ド・モンフォールの妻ジャンヌ・ド・フランドルが占拠する城を自ら奪おうとしたが失敗した（この時にはシャルル・ド・ブロワの配下であるゴーティエ・ド・モーニーが指揮を執って、6000人の弓矢手を運ぶ船が到着している）。1538年1月15日、ラウル・ド・カオールは、「王のエンボン（Henbont、ラ・ロッシュ＝モーリスの古名がまだ使われていた）とブレストの城の権威の下で働く」と表明した。
1472年当時、ブルターニュ公フランソワ2世はロアン家の家来ルイ・ド・ロスニヴィネンの同意を得て城を没収するが、フランソワ2世・ド・ロアンが短期間で取り戻し、1479年にケルソーゾン家のギヨームを城代に命じた。ラ・ロシュ＝モーリス城は『国の防衛において、レオン領唯一の砦』となった。
1489年に始まったブルターニュ＝フランス戦争では、レオン子爵ジャン2世・ド・ロアンも戦った。彼はフランス王シャルル8世に対し、自らと妻マリー・ド・ブルターニュ（ブルターニュ公フランソワ1世と妃イザベル・デコスの次女）の祖先であるブルターニュ公国を継承すると主張した。ジャン2世・ド・ロアンは、ブルターニュ女公にしてフランス王妃アンヌ・ド・ブルターニュが王女たちを生むまでは、ブルターニュ公位継承権を持つ有力者であった。ラ・ロッシュ＝モーリスの城は解体された。ロアン家はラ・ロッシュ＝モーリス城に興味がなく、全ての住民がロアン家に対して支払う義務がある監視権を受け取り続けられるよう、最低限の城の維持しか行わなかった。ユグノー戦争時代の1580年代、ロアン家はブルターニュにおけるユグノー派の首領だった。城はおそらくこの時代に破壊され、二度と再建されなかった。
1678年、城は刑務所にされ、1694年まで使われた。1695年に王にあてて出された公文書では、ラ・ロッシュ＝モーリス城とジョワイユーズ＝ギャルド城（ラ・フォレ＝ランデルノー）の状態が悪化していることが明らかになっている。18世紀から19世紀にかけ、城は採石場となり、村の多くの住宅や、おそらく村の教会も城の石を用いて建てられた。
城は長くロアン家が所有していたが、1986年にフィニステール県議会が買収した。城の地形図の作成は、県の考古学課が行った。2001年から2010年まで考古学的発掘が考古学者ジョスラン・マルティノーの指揮の下行われたが、全体の1/10しか発掘されていない。
ギュスターヴ・フローベールは、以下のようにラ・ロッシュ＝モーリス城の訪問を記している。
| 「 | ラ・ロッシュ＝モーリスの城は、山の頂上にある鷹の巣、真の城伯の作品である。 | 」 |

城は現在観光客に対して公開されており、城へ登る際には、中世史研究家パトリック・ケルネヴェズが監修した説明パネルが点在した、安全なルートが提供されている。しかしラ・ロッシュ＝モーリス城の歴史は、ロアン家の古文書室がほとんど破壊されてしまったために永遠に不明なままである。これは1793年の恐怖政治時代のChartrier de Blainの名で知られた破壊行為であり、近年行われたマルティノーによる発掘作業でも明らかになっていない。

### ラ・ロッシュ＝モーリスの町の歴史

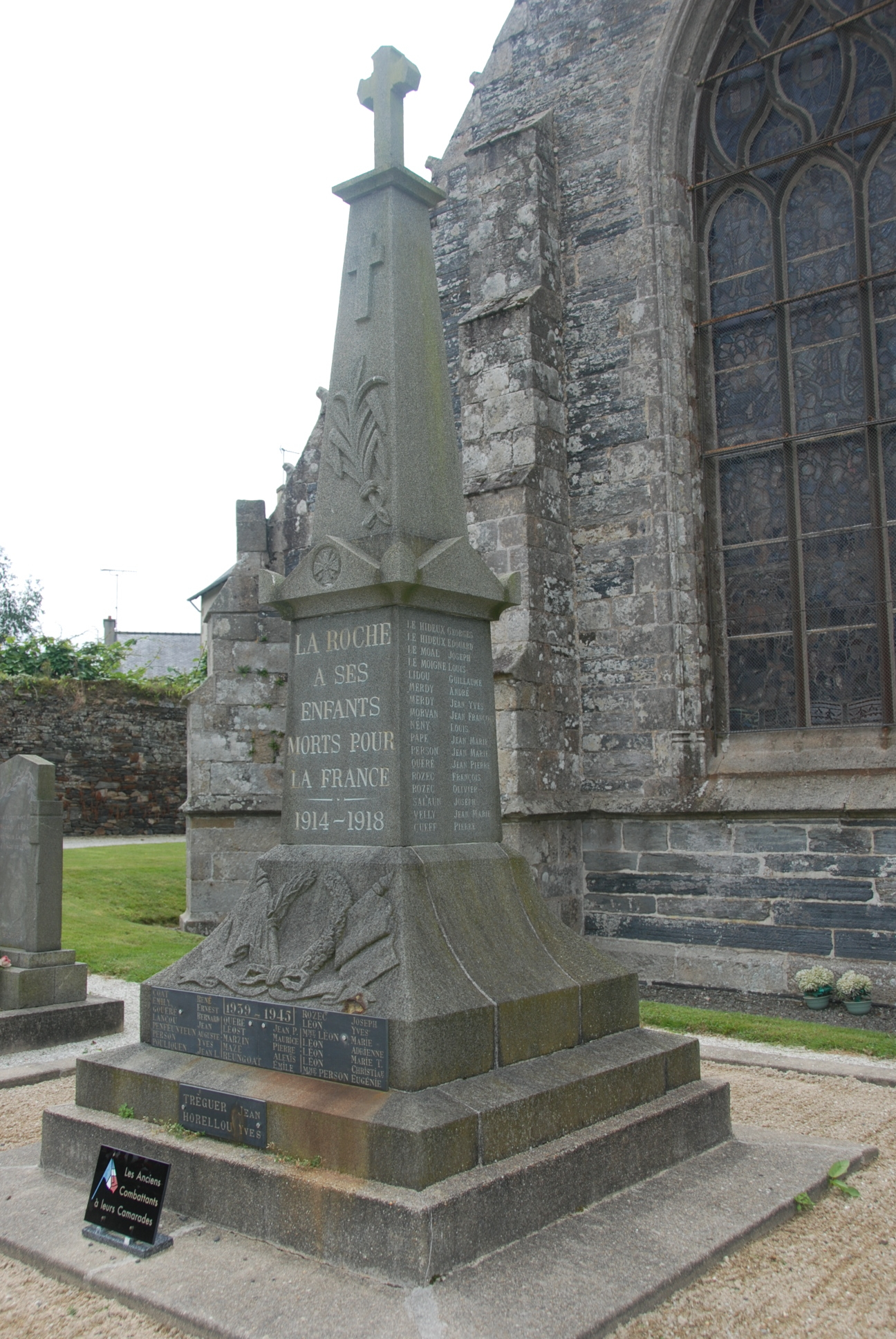
戦死者記念碑

城の町としてのラ・ロッシュ＝モーリスの歴史は、15世紀より以前は不明である。なぜならば1407年にブルターニュ公ジャン5世が許可した特許状において、ラ・ロッシュ＝モーリスでの市は10月の第一日曜日と第一火曜日に開くこととされているからである。1363年にエルヴェ8世が残した遺言書において、礼拝堂に礼拝堂付き司祭をおくことが示されている。これが現在のラ・ロッシュ＝モーリスの教会のことについてなのか不明である。ロアン子爵家は、1539年から1589年にかけて現在の城が建設された時に財政援助を行っており、納骨堂は1639年から1640年にかけて建設された。
ラ・ロッシュ＝モーリスの農民は、乞食はわずかで一部にはジュロ（julod）と呼ばれる豊かな農民もいたものの、ほとんどが簡素な暮らしを送っていた。julodはブルターニュの繁栄を支えた帆布製造で富を蓄えた人々であり、1675年には印紙税一揆に巻き込まれている。一揆に参加した農民たちは身を潜めることを強いられた。ラ・ロッシュ＝モーリスの町は賠償金として500リーブルの支払いを命じられた。
1789年に書かれた第三身分陳情書では、ラ・ロッシュ＝モーリスの代表が1人、ポン＝クリストの代表が1人、名を記している。1793年3月18日、ラ・ロッシュの農民たちは反革命の反乱であるケルギドゥの戦いに参加した。納骨堂と、教区教会の大きな窓は、恐怖政治時代に解体された。
1790年にコミューンとなるが、それは古いラ・ロッシュ＝モーリス小教区に古いポン＝クリスト小教区が加わったものだった。しかしゲラン集落は切り離されてプルディリに併合された。新しいコミューンの名はラ・ロッシュ・エ・トレヴルール（La Roche et Trévreur）といい、1801年にトレヴルールが分離した後は単にラ・ロッシュとなった。1979年6月15日より現在の名称、ラ・ロッシュ＝モーリスとなっている。
1805年以降の公文書によれば、トレヴルールはプルディリ小郡のコミューンで、プルディリから5km離れており、サン＝ソヴールの人口638人を含んでおり、ランディヴィジオ警察署管轄下にあった。
19世紀は、1825年の製粉工場建設、エロルン川やその支流での製紙工場建設、そして1845年には2500人を雇用したトラオン＝エロルン紡績工場の建設といった産業ブームが特徴であった。フランス第二帝政時代にはパリ＝ブレスト鉄道が建設され、1865年に開業した。鉄道が通るコミューンの風景は一変した。1882年、西部鉄道によってラ・ロッシュ＝モーリス駅が開業した。
ラ・ロッシュ＝モーリスの戦死者記念碑には、51人のフランスに命を捧げた者の名が刻まれている。そのうち32人が第一次世界大戦の戦死者、18人が第二次世界大戦の戦死者、1人がインドシナ戦争の戦死者である。
ラ・ロッシュ＝モーリスの戦略的位置のため、1940年4月にはフランス軍のアルペン猟兵の存在があった。その後イギリス軍が替わって入り、1940年のドイツ軍侵攻によるフランスからの脱出（fr）後にはドイツ軍と、ポントワの農場で略奪を働いたロシア解放軍の白ロシア人たち（実際はグルジア人）が入った。ドイツ兵たちはランデルノーへの道沿いに20軒のバラックを建てて住み、大西洋の壁建設のためトート機関によってオランダ人とベルギー人、700人から800人が接収された。そしてブレストに駐留するドイツ海兵のため設けられた退却用キャンプもあり、特に巡洋戦艦シャルンホルスト乗組員の退却用キャンプはポントワの森にあった。
1944年8月9日、プルネヴェンテルから進軍したアメリカ軍によって13時間でコミューンは解放された。解放される前、ドイツ軍は14歳の子どもを含む3人を射殺している。

## 人口統計
| 1962年 | 1968年 | 1975年 | 1982年 | 1990年 | 1999年 | 2006年 | 2010年 |
| ------ | ------ | ------ | ------ | ------ | ------ | ------ | ------ |
| 1195   | 1225   | 1254   | 1401   | 1603   | 1706   | 1851   | 1902   |

参照元:1999年までEHESS、2000年以降INSEE

## 史跡
ラ・ロッシュ＝モーリスの教会囲い地には、いくつかの要素が含まれる。
- 框
- サンティヴ教会と内陣仕切り - 現在の教会は16世紀以来のもので、鐘楼は1589年からある。
- 納骨堂 - 1639年より。レオン地方のルネサンス様式。
- カルヴェール（キリスト磔像）
- ポン＝クリスト礼拝堂

- ラ・ロッシュ＝モーリス城の廃墟

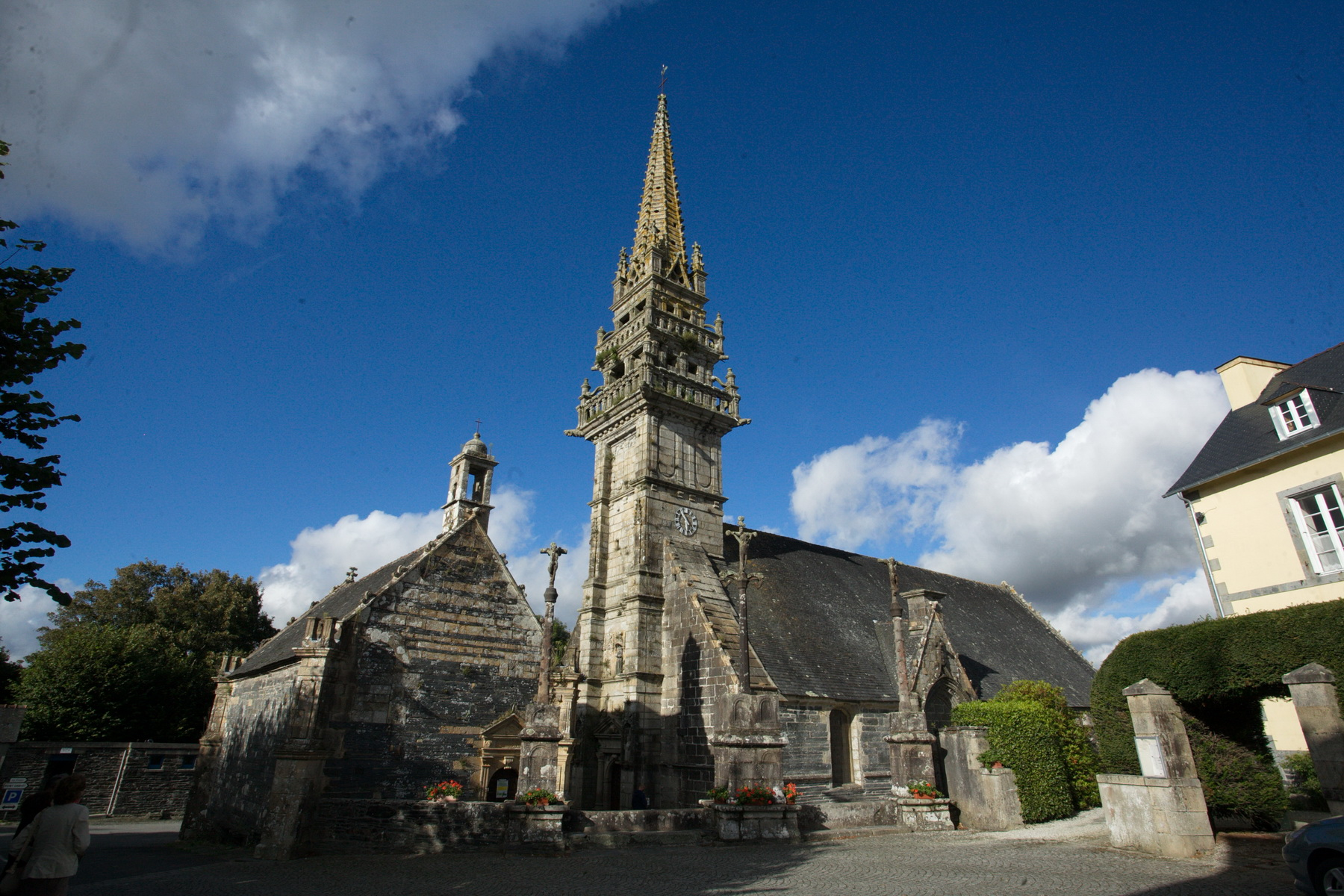
サンティヴ教会
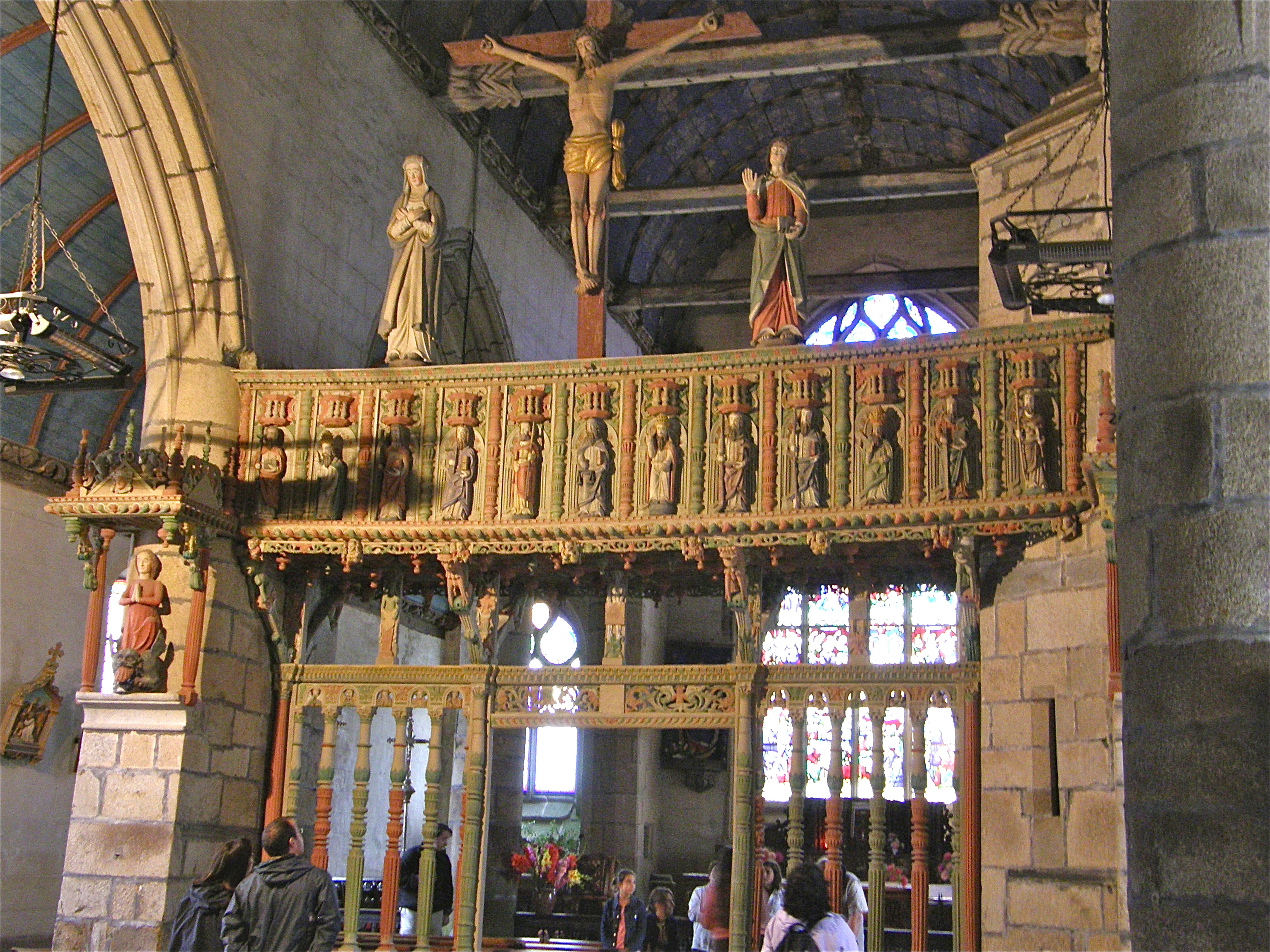
内陣仕切り
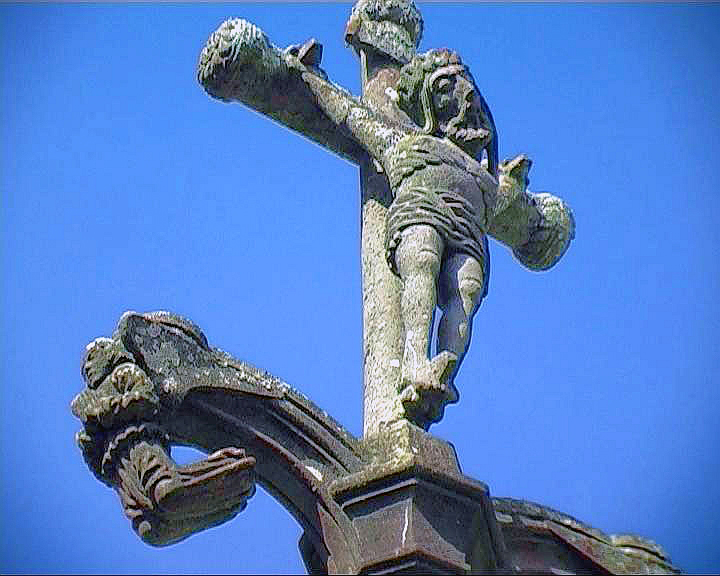
カルヴェール
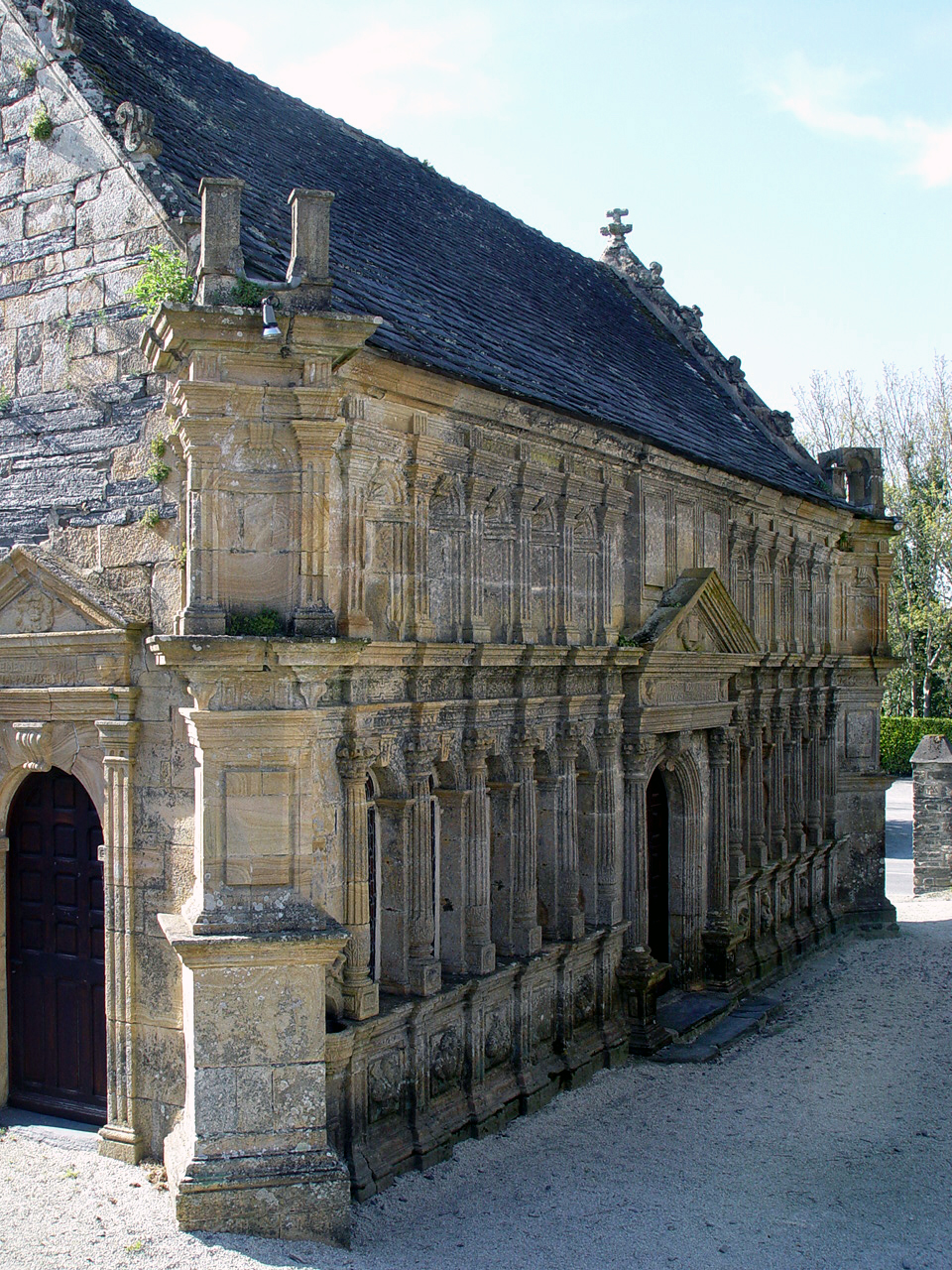
納骨堂
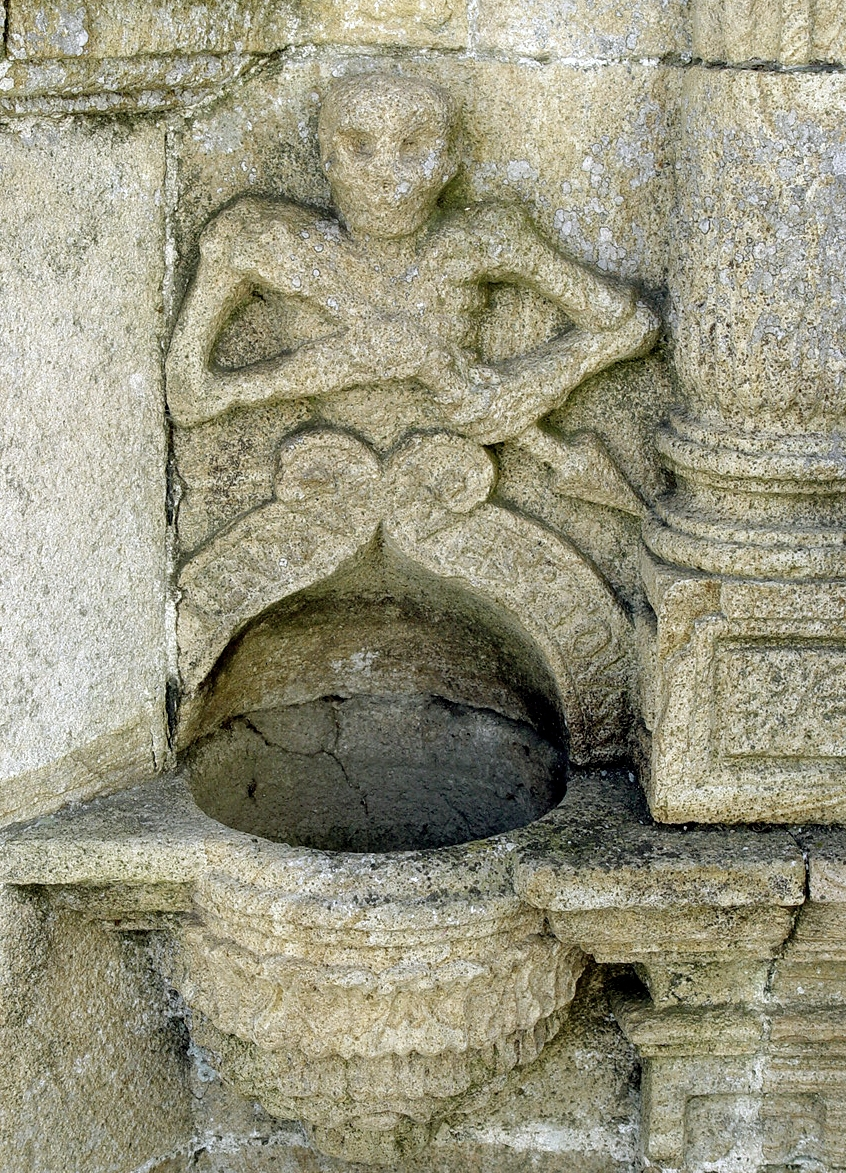
納骨堂にあるアンクーの像
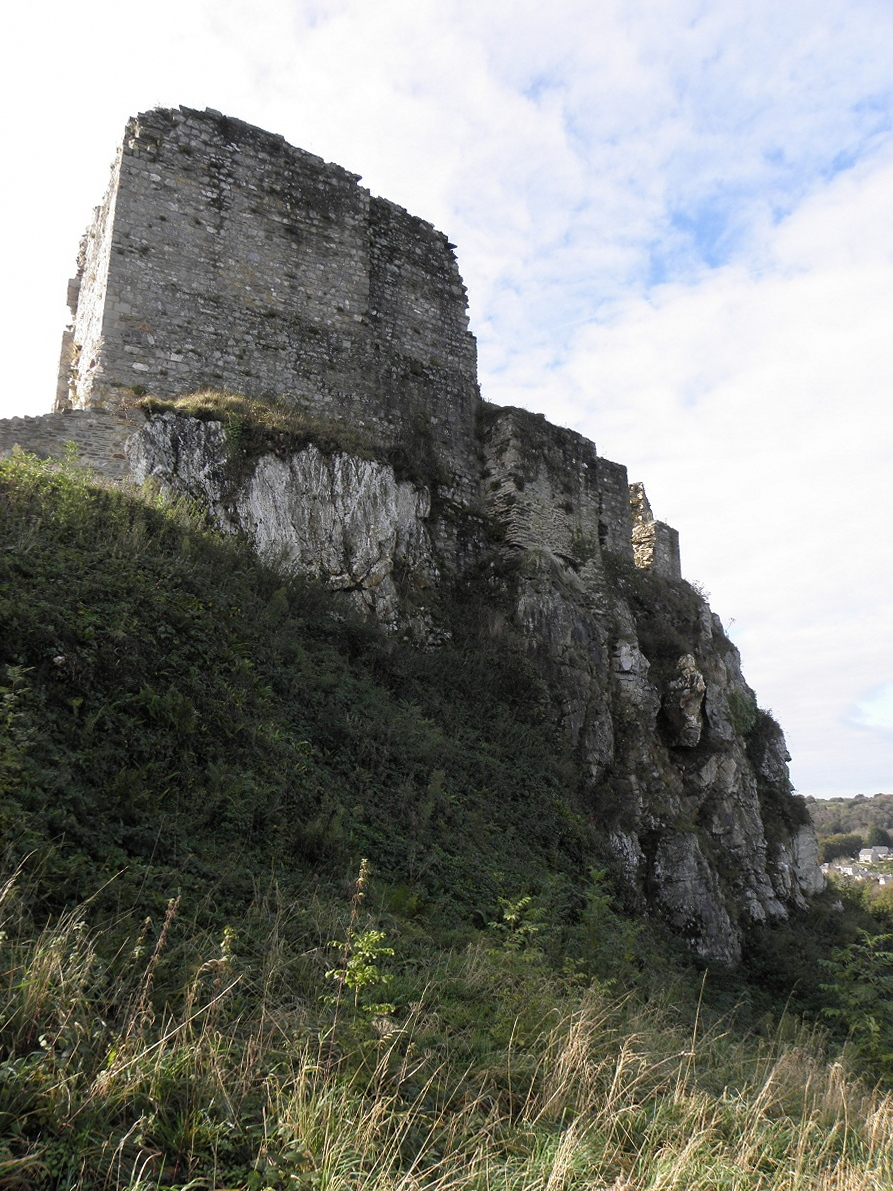
ラ・ロッシュ＝モーリス城

## 姉妹都市
- ビショップステイントン、イギリス[26]